# Ramon Pujol
Ne doit pas être confondu avec Raymond Pujol.
Pour les articles homonymes, voir Pujol.
Ramon Pujol, né à Barcelone en 1981, est un acteur catalan.

## Biographie
Ramon Pujol est diplômé de l'Institut del Teatre de Barcelone.
Acteur de cinéma, il joue notamment dans Le Parfum en 2006, dans Lope d'Andrucha Waddington en 2010, dans N'aie pas peur de Montxo Armendáriz en 2011 et dans Fin de siècle sorti en France en 2020.
En tant que comédien de théâtre, il joue notamment le rôle de Socrate, dans la pièce de Mario Gas et d'Alberto Iglesias au Teatre Romea de Barcelone (2015-2017). 
Il est également au casting de plusieurs séries télévisées, comme Smiley de Guillem Clua en 2022, qu'il a interprété auparavant avec succès au théâtre avec Albert Triola Graupera. Il joue aux côtés de Carlos Cuevas, Miki Esparbé, Pepón Nieto, Meritxell Calvo et Cedrick Mugisha, dans ce programme à succès de Netflix à la fin de l'année 2022.